# Michał Jazłowiecki (starosta chmielnicki)
Michał Jazłowiecki herbu Abdank – sygnatariusz konfederacji warszawskiej.

## Życiorys
Jego rodzicami byli Jerzy Jazłowiecki herbu Abdank (ur. 1510, zm. 8 marca 1575) – hetman wielki koronny w latach 1569–1575, hetman polny koronny w 1569, wojewoda podolski od 1567 oraz Elżbieta Tarło, córka Jana Tarły (zm. 1550), cześnika i podczaszego koronnego. Jego braćmi byli Mikołaj Jazłowiecki i Hieronim Jazłowiecki. Był dziedzicem Husiatyna, właścicielem Żwańca, starostą chmielnickim w 1571. W 1573 podpisał konfederację warszawską dotyczącą spraw tolerancji religijnej. Z małżeństwa z Katarzyną ze Świerczów nie pozostawił dzieci.